# Ga Doksan
Ga Doksan là ga trên Tuyến 1 của Tàu điện ngầm Seoul. Nó là ga trên mặt đất nằm ở phía Tây Nam Seoul, với dịch vụ giữa Uijeongbu và Suwon/Cheonan.
Nó là phần được thêm vào Tuyến 1, mở cửa được hơn 10 năm đáp ứng nhu cầu tăng trưởng từ các vùng Doksan và Gasan, cũng như vùng Ha'an ngoại ô thành phố Gwangmyeong.

## Bố trí ga
| ↑ Phức hợp kỹ thuật số Gasan |
| \| ２                        |
| Văn phòng Geumcheon-gu ↓     |

| 1 | Tuyến Gyeongbu | ● Tuyến 1 | → Hướng đi Byeongjeom · Seodongtan · Cheonan · Sinchang · Gwangmyeong → |
|   | Tuyến Gyeongbu | ● Tuyến 1 | → Đường tàu bình thường đi qua                                          |
| 2 | Tuyến Gyeongbu | ● Tuyến 1 | ← Hướng đi Guro · Yeongdeungpo · Yongsan · Đại học Kwangwoon            |

## Vùng lân cận
- Lối thoát 1: Trường tiểu học Dusan, Trường trung học Gasan
- Lối thoát 2: Cầu Geumcheon